# Hörlmühle
Hörlmühle ist ein Ortsteil des bayerischen Marktes Waidhaus im Landkreis Neustadt an der Waldnaab im Regierungsbezirk Oberpfalz.

## Geographische Lage
Hörlmühle liegt etwa zwei Kilometer südwestlich von Waidhaus und 500 Meter südlich der Autobahn A6. Hörlmühle liegt am Raunetbach. Der Raunetbach entspringt nordwestlich von Reinhardsrieth und mündet südlich der Hörlmühle in die Pfreimd.
Etwa 50 Meter nördlich der Hörlmühle mündet der Spielhofer Bach in den Raunetbach.
Hörlmühle liegt nur wenige Meter südlich der ehemaligen Eisenbahnstrecke Eslarn – Neustadt, auf der heute der Bocklradweg verläuft.

## Geschichte
Durch archäologische Funde von 12.000 Jahre alten Siedlungsspuren ist bekannt, dass das Gebiet der Hörlmühle schon in der frühen und mittleren Steinzeit besiedelt war.
Im 18. Jahrhundert gehörte die Hörlmühle (auch: Herlmühle) mit einem Anwesen zum Pflegamt Trewitz, zum Landkreis Vohenstrauß, zur Gemeinde Waidhaus.
1808 wurden Steuerdistrikte gebildet. Hörlmühle gehörte zum Steuerdistrikt Lohma, der außer Lohma selbst noch die Dörfer Spielhof und Zengerhof und die Einöden Hörlmühle, Marxmühle, Ödkührieth, Papiermühle und Trutzhof (auch: Trutzhofmühle) enthielt. Der Steuerdistrikt Lohma gehörte zum Landgericht Vohenstrauß.
Aus den Steuerdistrikten entstanden Märkte, Ruralgemeinden und Dorfgemeinden.
1821 gehörte die Hörlmühle mit zwei Familien zur Dorfgemeinde Waidhaus.
Zur Gemeinde Waidhaus gehörten zu dieser Zeit die Einöden Richterhaus, Speckermühle und Hörlmühle mit jeweils zwei Familien, der Weiler Reichenau mit 9 Familien und das Dorf Waidhaus selbst mit 147 Familien.
1867 hatte die Hörlmühle vier Gebäude und vier Einwohner. Sie gehörte zur Gemeinde Waidhaus. Zur Gemeinde Waidhaus gehörten zu dieser Zeit die Ortsteile Waidhaus, Birkenlohe, Buchen, Bucher, Forsthaus, Frankenreuth, Grafenau, Hörlmühle, Kühmühle, Oberströbl (= Speckermühle), Pfälzerhof, Reichenau, Richterhaus (= Hermannsbach) und Ziegelhütte.
Ab 1939 gehörten zur Gemeinde Waidhaus die Ortsteile Birklohe, Forsthaus, Frankenreuth, Grafenau, Hörlmühle, Kühmühle, Marxmühle, Oberströbl (= Speckermühle und Ströbl), Ödkührieth, Papiermühle, Pfälzerhof, Reichenau und Ziegelhütte.

## Religion
1838 hatte die Hörlmühle zwei Häuser und zehn Katholiken. Sie war zu 100 % katholisch und gehörte zur Pfarrei Waidhaus.
1913 hatte Hörlmühle ein Haus und sechs Katholiken. Auf dem Gebiet der Pfarrei Waidhaus wohnten zu dieser Zeit 1653 Katholiken, 8 Protestanten und 16 Juden.
1990 lebten in Hörlmühle zwei Katholiken. Die Einwohner der Pfarrei Waidhaus waren zu dieser Zeit zu 95,39 % katholisch.
Hörlmühle gehört zur Pfarrei St. Emmeram Waidhaus, zum Dekanat Leuchtenberg.